# Mapperton (East Dorset)
Mapperton is een dorp in het bestuurlijke gebied East Dorset, in het Engelse graafschap Dorset. Het maakt deel van de civil parish Sturminster Marshall. Mapperton komt in het Domesday Book (1086) voor als 'Mapledretone'.